# Made in Italy (film 2018)
Made in Italy è un film del 2018 scritto e diretto da Luciano Ligabue. Terza regia del cantautore emiliano, è interpretato da Stefano Accorsi e Kasia Smutniak.
Il film si ispira all'omonimo album, uscito nel novembre 2016 e composto da 14 brani legati fra loro (concept disc), con al centro il personaggio di Riko, definito da Ligabue un suo alter ego: «una delle vite che avrei potuto fare io se non fossi diventato un cantante».

## Trama
Riko ha 50 anni, è nato e cresciuto in una cittadina emiliana, fa operaio nel salumificio dove lavorava suo padre, e ha sposato, molto giovane, Sara, una parrucchiera. È un uomo onesto e vive, coi proventi di un lavoro che non ha scelto, nella casa di famiglia che riesce a mantenere a stento. Anche se fa una vita preimpostata, seguendo i dettami della società, può contare su un gruppo di cari amici, tra cui Carnevale, e su un focolare domestico che, tra alti e bassi, ama da sempre. Suo figlio Pietro, peraltro, è il primo della famiglia ad andare all'università.
Riko però è anche un uomo molto arrabbiato con il suo tempo, che sembra scandito solo da colpi di coda, insoddisfazioni croniche e false partenze. tradisce saltuariamente Sara, il loro rapporto è ai minimi storici e nessuno dei due riesce a risollevarlo. Quando neanche uscire con gli amici riesce più a lenirgli la crisi professionale ed esistenziale, Riko cerca nuove motivazioni prendendo parte a una protesta per le strade di Roma durante la quale riceve un colpo alla testa. Il trauma porta in lui un cambiamento: fa finalmente ammenda con la moglie e affronta i problemi al lavoro.
Riko e Sara decidono quindi di risposarsi, anche se questo nuovo ed emozionante inizio viene interrotto bruscamente dalla confessione di Sara: lo ha tradito con Carnevale, che poi si uccide. Riko viene oltretutto licenziato, e la perdita dell'amico e del lavoro lo fa sprofondare in una spirale di depressione che lo porta a considerare il suicidio.
È grazie al figlio Pietro che recupera le forze e riparte: salvato il rapporto con Sara, trova lavoro in Germania e da lì manda soldi alla famiglia. La sua vita non si ferma.

## Produzione
Come i due precedenti film di Ligabue, anche questo è prodotto dalla Fandango di Domenico Procacci e distribuito dalla Medusa Film.
Le riprese, durate sette settimane, sono incominciate il 12 giugno 2017 a Correggio, e si sono concluse il 28 luglio 2017 a Roma: si sono svolte prevalentemente nella cittadina natale di Ligabue, e in centro storico a Reggio Emilia, ma alcune scene sono state girate anche in altre località, come Novellara, San Martino in Rio, Scandiano, Taneto di Gattatico, Vigevano, Occhiobello e Roma.
In realtà, rispetto alla data d'inizio annunciata dal regista, c'era stato un prologo di lavorazione il 10 giugno a Vigevano, in Piazza Ducale e nel castello; il 29 luglio, all'indomani della fine delle riprese, un'ulteriore scena è stata girata ad Ascoli Piceno in piazza del Popolo.
Ligabue compare in un cameo alla fine del film, seduto a un bar.

## Colonna sonora
Il 23 gennaio 2018 esce la colonna sonora del film contenente 23 brani di cui 20 scritti da Ligabue (7 dall'album Made in Italy e 13 inediti). A promuovere la colonna sonora è stato il videoclip del brano Mi chiamano tutti Riko, uscito il 31 dello stesso mese.

### Tracce
Testi e musiche di Luciano Ligabue, eccetto dove indicato.
1. Tema di Riko e Sara – 3:59
2. Mi chiamano tutti Riko – 3:59
3. Simple Minds – Waterfront – 4:55 (Charlie Burchill, Derek Forbes, Jim Kerr, Mel Gaynor, Michael MacNeil)
4. È venerdì, non mi rompete i coglioni – 3:57
5. Giubbotto Calamita (Meno Male Film Version) – 1:47
6. La mia parte – 1:03
7. The Psychedelic Furs – Heaven – 3:26 (Richard Butler, Tim Butler)
8. Dottoressa – 3:15
9. Atelier – 0:42
10. Il mondo è bellissimo, coglione! – 0:38
11. Ho fatto in tempo ad avere un futuro (che non fosse soltanto per me) – 4:34
12. Nel cuore di Roma – 0:53
13. Piccolo riavvicinamento (Quasi uscito Film Version) – 1:35
14. È nel gioco delle parti – 1:28
15. Non volevo pensare più a niente – 1:40
16. The Waterboys – The Whole of the Moon – 5:01 (Mike Scott)
17. Ci si rialza? – 0:37
18. Un'altra realtà – 2:59
19. Made in Italy – 4:21
20. G come giungla – 3:57
21. Non ho che te (Acoustic Version) – 1:18
22. Sei diventato radioattivo? (Acoustic Version) – 1:26
23. Francoforte – 4:23

## Distribuzione
Il film è stato distribuito nelle sale cinematografiche il 25 gennaio 2018, ma alcune immagini sono state proiettate ai concerti di Ligabue durante il Made in Italy tour 2017.

## Accoglienza
In Italia al Box office Made in Italy ha incassato 1,4 milioni di euro nel primo weekend e 3 milioni di euro nelle prime 2 settimane di programmazione.

## Riconoscimenti
- 2018 - Nastro d'argento
  - Migliore soggetto[11][12]
  - Premio Hamilton Behind the Camera Award[13]
- 2018 - Festival Agrirock Collisioni di Barolo
  - Premio speciale Cinema di Collisioni[14]
- 2018 - Ciak d'oro
  - Superciak d'oro[15]
- 2018 - Busto Arsizio Film Festival
  - Premio alla carriera del Baff[16]
- 2018 - Festival Nazionale del Cinema e della Televisione - Città di Benevento
  - Miglior film della stagione [17]
  - Miglior regista della stagione[17]